# Kosmos 2243
Kosmos 2243, ruski vojni izviđački satelit, iz programa Kosmos. Vrste je Jantar-1KFT (Kometa br. 16L).
Lansiran je 27. travnja 1993. godine u 10:35 s kozmodroma Bajkonura (Tjuratama) u Kazahstanu, startni kompleks br. 31. Lansiran je u nisku orbitu oko planeta Zemlje raketom nosačem Sojuz-U 11A511U. Orbita mu je bila 190 km u perigeju i 238 km u apogeju. Orbitna inklinacija bila mu je 70,35°. Spacetrackov kataloški broj je 22641. COSPARova oznaka je 1993-028-A. Zemlju je obilazio u 88,77 minuta. Pri lansiranju bio je mase 6600 kg. 
Pripadao varijaciji letjelica klase Jantar, poslije nazvanoj Kometa. Namjena im je bilo vođenje visokopreciznih topografskih pregleda. U orbiti su ostajali po 44 do 45 dana i isticali su se po relativno kružnim orbitama između 210 i 280 km. Sve ove misije izvršene su s bajkonurskog kozmodroma u područje nagiba od 65 do 70 stupnjeva. Lansirani su jednom ili dvaput godišnje.
Vratio se u Zemljinu atmosferu 6. svibnja 1993. godine.

## Vanjske poveznice
- N2YO.com Search Satellite Database
- Celes Trak SATCAT Format Documentation (engl.)
- Kunstman  Arhivirana inačica izvorne stranice od 12. kolovoza 2019. (Wayback Machine) Satellites in Orbit (engl.)